# Języki numijskie
Języki numijskie – grupa języków należących do rodziny języków uto-azteckich. Składa się ona z siedmiu języków, którymi posługują się rdzenni Amerykanie żyjący na terenie Wielkiej Kotliny, w dorzeczu rzeki Kolorado, w dorzeczu rzeki Snake oraz w południowej części Wielkich Równin.